# Белоручье
Белоручье — деревня в Починковском районе Смоленской области России. Входит в состав Лосненского сельского поселения. Население — 14 жителей (2010 год). 
Расположена в центральной части области в 22 км к северо-западу от Починка, в 6 км восточнее автодороги А141 Орёл — Витебск, на берегу реки Белый. В 5 км северо-восточнее деревни расположена железнодорожная станция Рябцево на линии Смоленск — Рославль.

## История
В годы Великой Отечественной войны деревня была оккупирована гитлеровскими войсками в июле 1941 года, освобождена в сентябре 1943 года.

## Персоналии
- Родился (1863) В. П. Недачин — директор Медведниковской гимназии